# Lemmetsa
Lemmetsa – wieś w Estonii, w prowincji Parnawa, w gminie Audru.